# Santa Fe Trail

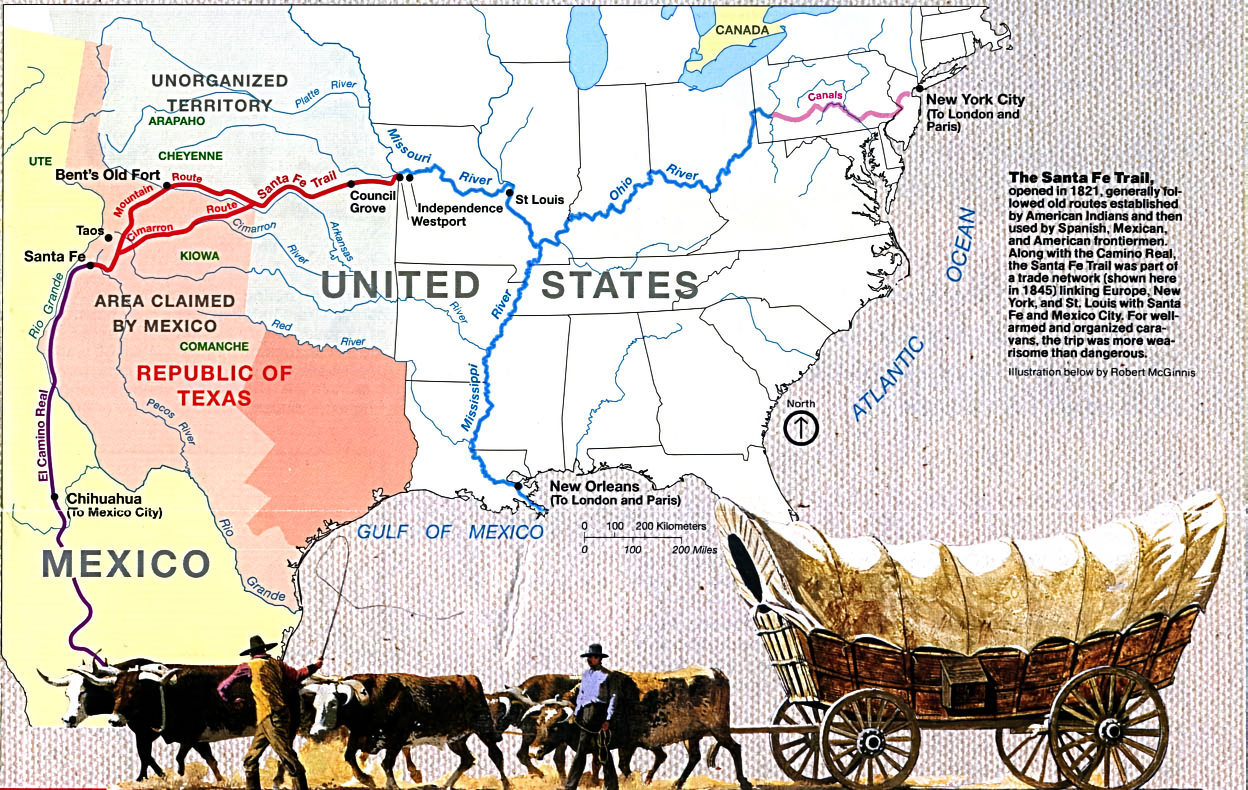
Karta som visar Santa Fe Trail och dess förbindelser med omvärlden.

Santa Fe Trail var en transportled som under 1800-talet gick genom centrala Nordamerika. Den förband Missouri med Santa Fe, New Mexico. 

## Historia
Leden öppnades 1821 av William Becknell och fungerade som en internationell handelsled mellan Förenta Staterna och det nyss självständiga Mexiko. Leden korsade comanchernas område och handel med dem var ibland mer lönande än handeln med Santa Fe. Under det mexikanska kriget tjänade det som militär förbindelseled för de amerikanska trupper som erövrade New Mexico. Även efter New Mexicos införlivande med USA fortsatte leden att vara av betydelse. Den tjänade nu även som transportled för de amerikaner som bosatte sig i det erövrade landet. Santa Fe Trail tynade först bort när järnvägen nådde Santa Fe 1880.

## Sträckning

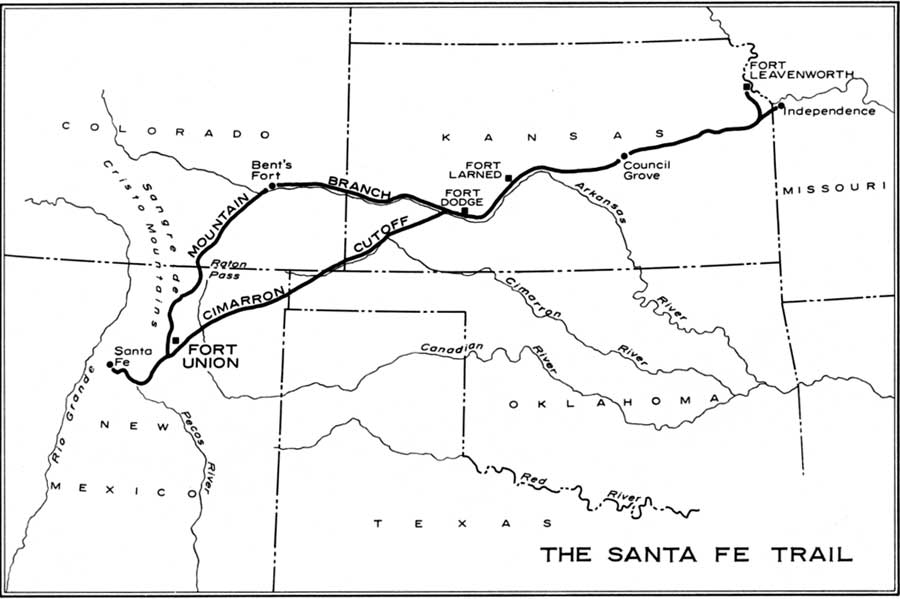
Karta som visar Santa Fe Trails sträckning från Missouri till Santa Fe.

Santa Fe Trail gick från Independence, Missouri via Council Grove, Fort Larned och Fort Dodge i Kansas. Den ursprungliga leden gick sedan över bergspassen i Klippiga Bergen och passerade Bent's Fort i Colorado. När vagnar togs i anspråk på leden användes i stället Cimarron Cutoff över den öppna prärien (Cimarron Strip i nuvarande Oklahoma).
Santa Fe Trail förbands med omvärlden dels från New York via kanal till Pittsburgh och sen nerför Ohiofloden till Mississippifloden och St. Louis, dels från New Orleans uppför Missourifloden. Från Santa Fe förde El Camino Real de Tierra Adentro leden vidare till centrala Mexiko.

## Externa länkar

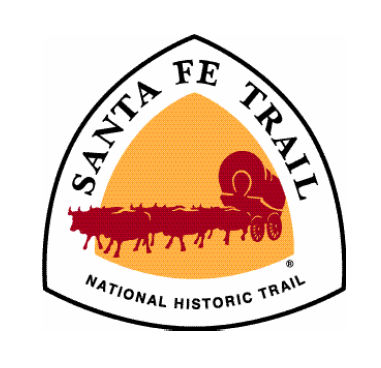